# Amado V. Hernández
Amado Vera Hernández (13 septembrie, 1903–24 martie, 1970) a fost un scriitor filipinez.